# آیدنبرگ
آیدنبرگ (به آلمانی: Eidenberg) یک منطقهٔ مسکونی در اتریش است که در ناحیه اورفار اومگبونگ واقع شده‌است. آیدنبرگ ۲۹ کیلومتر مربع مساحت دارد ۶۸۵ متر بالاتر از سطح دریا واقع شده‌است.